# Веррій Флакк
Марк Ве́ррій Флакк (55 рік до н. е. — 20 рік н. е.) — видатний представник антикварного напрямку у прозі, історик, граматик, філолог часів імператорів Октавіана Августа та Тіберія.

## Життєпис
Стосовно місця народження Веррія немає відомостей. Він був вільновідпущеником, мав власну школу з філології та граматики. Був настільки відомим та популярним, що імператор Август запросив Веррія Флакка зайнятися навчання своїх онуків Гая та Луція. Для цього Веррій переїхав до імператорського палацу разом з усією школою, отримував гонорар у 100 тисяч сестерціїв на рік. При цьому Флакку довелося відмовитися від інших учнів.
Інтереси Марка Веррія Флакка охоплювали багато напрямків. З усіх вивчаємих питань він створював наукові праці. На жаль, більшість з них відома лише за назвою й не дійшла дотепер. Тільки праця «Про значення слів» дійшла до сьогодні у повному обсязі. Це великий тлумачний словник з латини часів Римської імперії. Його працю обробив зі своїми доповненнями надалі римський лексикограф Секст Помпей Фест.
Крім цього, Веррієм був складений календар, що відомий під назвою Fasti Praenestini, який викарбуваний на мармуровій плиті. Її виявили в 1771 році у місті Пренесте (нині Палестрина). Саме тут встановлено було статую Марка Веррія Флакка після його смерті. Можливо саме в Пренесте він і похований.

## Твори
З історії:
- «Книга справ, які гідні пам'яті».
- «Історія етрусків» (або «Книга етруських справ»).

З релігійних старожитностей:
- «Сатурн».

З граматики:
- «Про темні справи Катона».
- «Про орфографія»
- «Листи».
- «Про значення слів».